# 6032 Nobel
6032 Nobel eller 1983 QY10 är en asteroid i huvudbältet som upptäcktes den 4 augusti 1983 av den rysk-sovjetiska astronomen Ljudmila Karatjkina vid Krims astrofysiska observatorium på Krim. Den är uppkallad efter den svenske uppfinnaren, industrialisten och Nobelprisets anstiftaren, Alfred Nobel.